# Richard Carle
Richard Carle (7 de julio de 1871 – 28 de junio de 1941) fue un actor teatral y cinematográfico, director teatral, compositor y letrista de nacionalidad estadounidense que, a lo largo de una carrera desarrollada entre 1915 y 1941, actuó en un total de 132 producciones para el cine.

## Biografía
Su verdadero nombre era Charles Nicholas Carleton, y nació en Somerville, Massachusetts. Inició su carrera en el teatro, trabajando en el medio como actor, compositor, libretista, letrista, director y productor. Ejerció sobre todo en el circuito de Broadway (Nueva York), donde participó en comedias musicales, revistas y obras teatrales representadas entre 1899 y 1931. Entre las piezas en las que participó destaca Jumping Jupiter (1911), con música de Karl Hoschna, siendo Carle el libretista, letrista y escenógrafo, además de actuar junto a Helen Broderick y Ina Claire.
Debutó en el cine, medio para el cual trabajó exclusivamente como actor, en 1915, formando parte de varias producciones mudas. Actuó en la pantalla con regularidad entre 1925 y 1941 (año de su muerte), desempeñando papeles de reparto y de carácter, algunos de ellos sin reflejarse en los títulos de crédito. Entre sus películas más destacadas figuran His Glorious Night (1929, de Lionel Barrymore, con John Gilbert), Caravan (1934, de Erik Charell, con Charles Boyer y Loretta Young), Anything Goes (1936, de Lewis Milestone, con Bing Crosby y Ethel Merman), y Ninotchka (1939, de Ernst Lubitsch, con Greta Garbo y Melvyn Douglas).
Richard Carle falleció en 1941 en North Hollywood, California, a causa de un infarto agudo de miocardio.

## Teatro (Broadway)
- 1899 : Children of the Ghetto, de Israel Zangwill, con Blanche Bates (actor)
- 1899 : A Greek Slave, de Sidney Jones, Lionel Monckton, Harry Greenbank, Adrian Ross y Owen Hall (actor)
- 1900 : Mam'selle 'Awkins, de Herman Perlot y Alfred E. Aarons (actor, libreto y texto)
- 1901 : The Ladies Paradise, de Ivan Caryll y George Dance (actor, texto y escenografía)
- 1904 : The Tenderfoot, de H. L. Heartz (actor, texto y escenografía)
- 1904 : The Maid and the Mummy, de Robert Hood Bowers (compositor adicional, texto y escenografía)
- 1905-1906 : The Mayor of Tokio, de William Frederick Peters (actor, texto, escenografía y producción)
- 1906 : The Spring Chicken, de Ivan Caryll, Lionel Monckton, Adrian Ross, Percy Greenbank y George Grossmith Jr., a partir del vodevil Coquin de printemps, de Adolphe Jaime y Georges Duval (actor, adaptador de la pieza inicial, texto adicional y producción)
- 1907 : The Hurdy-Gurdy Girl, música de H. L. Heartz, (texto y escenografía)
- 1908 : Mary's Lamb (actor, compositor, texto, escenografía y producción)
- 1909 : The Boy and the Girl, música de H. L. Heartz, con Marie Dressler (compositor adicional, texto y producción)
- 1911 : Jumping Jupiter, música de Karl Hoschna, con Helen Broderick y Ina Claire (actor, texto — en colaboración con Sydney Rosenfeld — y escenografía)
- 1912-1913 : The Girl from Montmartre, de Henri Bereny, Harry B. Smith y Robert B. Smith a partir de La Dame de chez Maxim, de Georges Feydeau (actor) *1913 : Das Puppenmadel, de Leo Fall y Harry B. Smith a partir del libretto original de Leo Stein y A. M. Willner (actor)
- 1913 : The Censor and the Dramatists, de J. M. Barrie (actor)
- 1915 : 90 in the Slade, de Jerome Kern, Harry B. Smith y Guy Bolton, con Pedro de Córdoba y Otis Harlan (actor)
- 1916 : The Cohan Revue of 1916, de George M. Cohan, con Charles Winninger (actor)
- 1917-1918 : Words and Music, de E. Ray Goetz y Raymond Hitchcock, con Marion Davies (actor)
- 1921 : The Broadway Whirl, de Harry Tierney y George Gershwin, con Charles Winninger (actor y texto — en colaboración con Buddy DeSylva —)
- 1923 : Adrienne, de Albert Von Tilzer y A. Seymour Brown (actor)
- 1930-1931 : The New Yorkers, de Cole Porter y Herbert Fields, con Jimmy Durante (actor)

## Selección de su filmografía
- 1925 : Zander the Great, de George William Hill
- 1927 : The Understanding Heart, de Jack Conway
- 1927 : Soft Cushions, de Edward F. Cline
- 1928 : The Fleet's In, de Malcolm St. Clair
- 1928 : Habeas Corpus, de James Parrott
- 1928 : While the City Sleeps, de Jack Conway
- 1929 : Madame X, de Lionel Barrymore
- 1929 : His Glorious Night, de Lionel Barrymore
- 1930 : A Lady to Love, de Victor Sjöström
- 1932 : Una hora contigo, de Ernst Lubitsch y George Cukor
- 1932 : Tentación, de George Cukor
- 1933 : Lost in Limehouse, de Otto Brower
- 1934 : The Old Fashioned Way, de William Beaudine
- 1934 : The Last Round-up, de Henry Hathaway
- 1934 : Caravan, de Erik Charell
- 1934 : The Ghost Walks, de Frank R. Strayer
- 1934 : Affairs of a Gentleman, de Edwin L. Marin
- 1934 : The Merry Widow, de Ernst Lubitsch
- 1934 : Hollywood Party, de Allan Dwan, Richard Boleslawski y Roy Rowland
- 1935 : The Gay Deception, de William Wyler
- 1935 : The Bride Comes Home, de Wesley Ruggles
- 1935 : Moonlight on the Prairie, de D. Ross Lederman
- 1935 : Dangerous, de Alfred E. Green
- 1936 : Love Before Breakfast, de Walter Lang
- 1936 : Let's Sing Again, de Kurt Neumann
- 1936 : The Trail of the Lonesome Pine, de Henry Hathaway
- 1936 : One Rainy Afternoon, de Rowland V. Lee
- 1936 : Anything Goes, de Lewis Milestone
- 1936 : The Texas Rangers, de King Vidor
- 1937 : True Confession, de Wesley Ruggles
- 1937 : Rhythm in the Clouds, de John H. Auer
- 1937 : Champagne valse, de A. Edward Sutherland
- 1937 : I'll Take Romana, de Edward H. Griffith
- 1939 : It's a Wonderful World, de W. S. Van Dyke
- 1939 : Persons in Hiding, de Louis King
- 1939 : Remember?, de Norman Z. McLeod
- 1939 : Maisie, de Edwin L. Marin
- 1939 : Ninotchka, de Ernst Lubitsch
- 1940 : Seven Sinners, de Tay Garnett
- 1940 : One Night in the Tropics, de A. Edward Sutherland
- 1940 : The Great McGinty, de Preston Sturges
- 1941 : Million Dollar Baby, de Curtis Bernhardt
- 1941 : That Uncertain Feeling, de Ernst Lubitsch
- 1941 : The Devil and Miss Jones, de Sam Wood
- 1941 : Moonlight in Hawaii, de Charles Lamont
- 1941 : My Life with Caroline, de Lewis Milestone

## Galería fotográfica

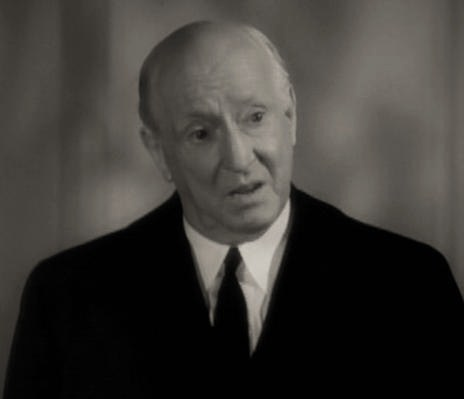
Carle en That Uncertain Feeling (1941)
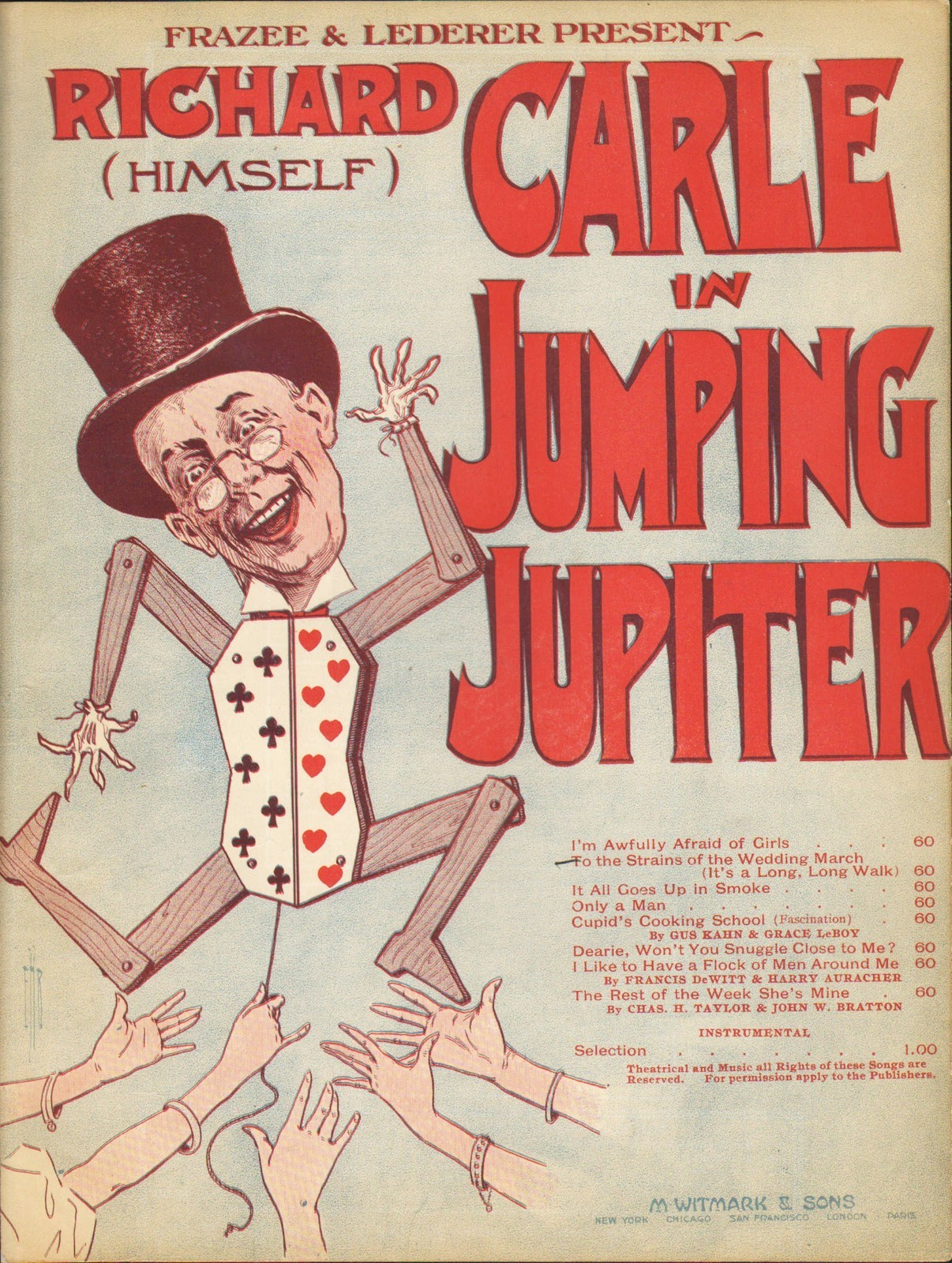
Jumping Jupiter (Broadway, 1911)
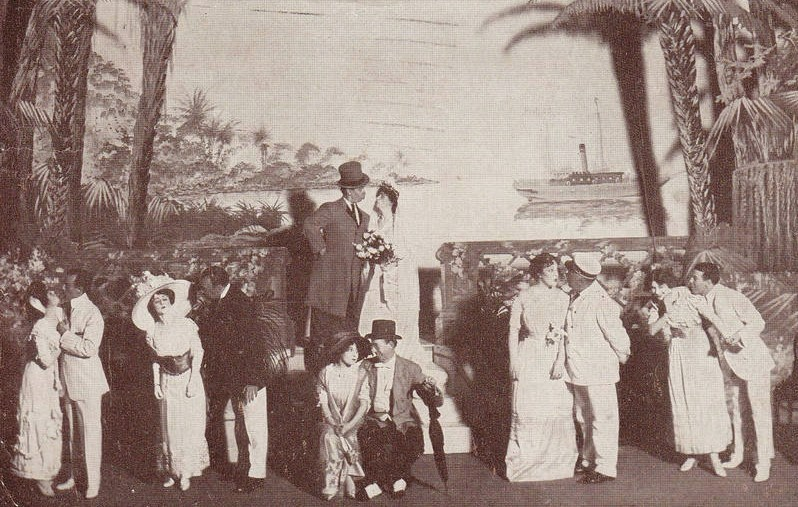
Escena de Jumping Jupiter (1911), con Richard Carle (centro)
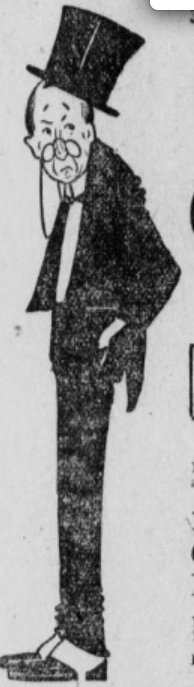
Carle dibujado en un periódico (1909)
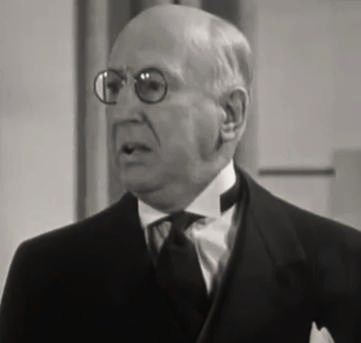
Carle en Rhythm in the Clouds (1937)
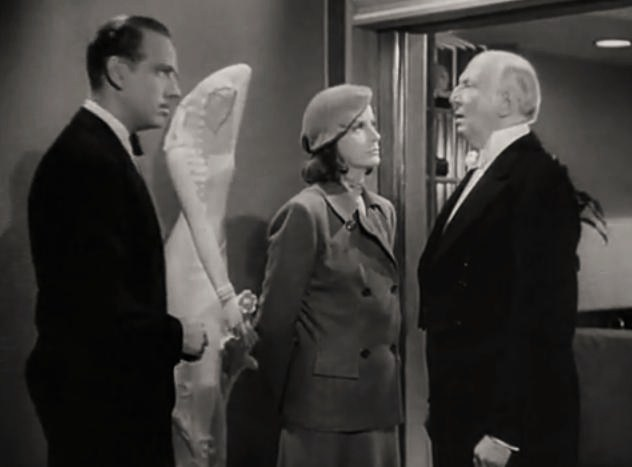
Con Melvyn Douglas y Greta Garbo en Ninotchka (1939)
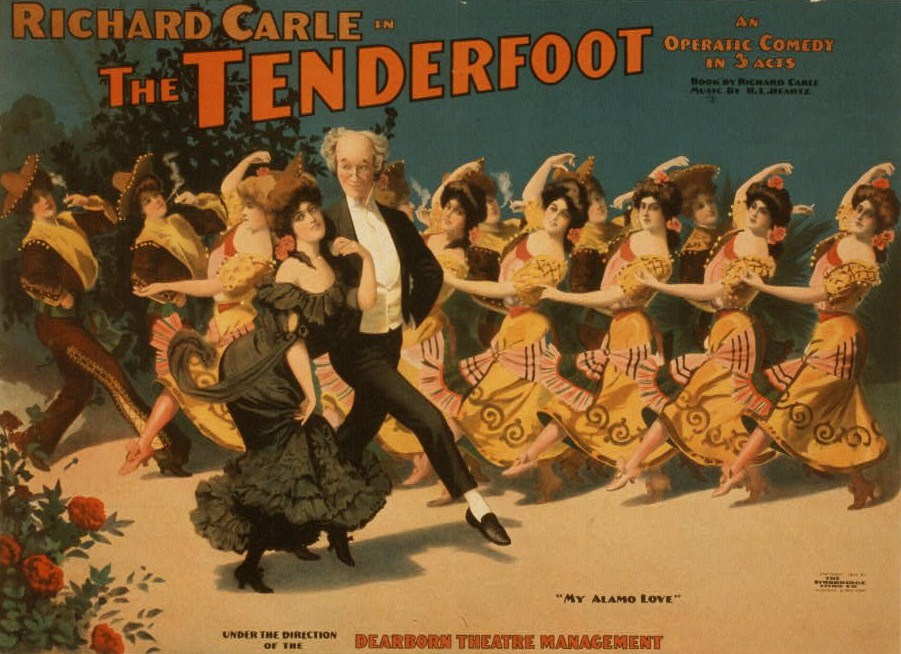
The Tenderfoot (Broadway, 1904)